# Stenoporpia pulchella
Stenoporpia pulchella là một loài bướm đêm trong họ Geometridae.